# Fear and Desire
Fear and Desire (Miedo y deseo) fue el primer largometraje de Stanley Kubrick, estrenado en 1953. Su director lo consideró un «trabajo de aficionado» e intentó retirar todas las copias existentes.

## Argumento
Durante una guerra ficticia, en un país no identificado, cuatro soldados se encuentran tras las líneas enemigas después de estrellarse el avión en el que viajaban y deciden construir una balsa y navegar por un río cercano las 6 millas que les separa de su territorio. Por el camino encuentran a una joven que despertará en ellos sus más bajos deseos. La presencia cercana de un general enemigo no hará más que empeorar las cosas. Alguien del grupo está decidido a matarlo a toda costa.

## Reparto
- David Allen - narrador
- Frank Silvera - sargento Mac
- Kenneth Harp - teniente Corby/general enemigo
- Paul Mazursky - soldado Sidney
- Steve Coit - soldado Fletcher / El Capitán
- Virginia Leith - chica joven

## Producción

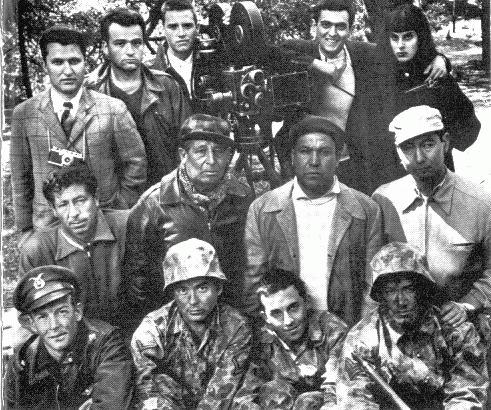
El reparto y el equipo detrás de cámaras

Estimulado por la experiencia adquirida con sus cortometrajes, Kubrick decidió rodar su primer largometraje. Dejó su trabajo de tiempo completo en la revista Look y se dispuso a crear Fear and Desire.
Kubrick realizó los trabajos de rodaje, guion, edición y producción, entre otros. Fue el debut de Paul Mazursky en los guiones. En su mayoría, el resto del reparto eran principiantes.[cita requerida]
El limitado presupuesto provino sobre todo del tío de Kubrick, un adinerado farmacéutico.

## Críticas
A pesar de los pocos medios con los que se contó en el rodaje y de la notable inexperiencia de la mayoría de los participantes, la película consiguió buenas críticas en los círculos cinematográficos de la ciudad de Nueva York.
Sin ser considerada una obra maestra, muchos críticos vieron en la película el futuro potencial del autor.

## Opinión del director
La película fue repudiada por Kubrick, que la consideró la obra de un aficionado. No se sentía nada orgulloso de ella, razón por la que intentó comprar todas las copias existentes de la misma para destruirlas.
Hay dos copias en el museo de fotografía George Eastman House, en Nueva York, y un negativo original encontrado en un antiguo laboratorio cinematográfico de Puerto Rico. Volvió a editarse, y está disponible en DVD y en Blu Ray.